# Обыскная книга
Обыскная книга (устар.) — свод результатов изысканий, исследований, изучения какого-либо вопроса в России. Так, обыскные книги составляли для учёта материальных и людских ресурсов, при землепользовании, в брачном делопроизводстве.
Например, известны:
- книга учёта беглых крестьян князя Б. И. Кропоткина от 1588 года:

«… губные старосты Василей Мусин да Ондрей Бунков на стану на Ед[р]озе спрашивали и обыскивали в Спасском в Боровицком погосте спаскова священника Федора Дмитриева по священству, а старост и целовальников, и волостных людей по государеву цареву и великого князя крестному целованию: из-за княже Богдана княж Иванова сына Кропоткина крестьяне его в заповедные вышли ли. И будет вышли, и в котором году, и хто именем вышол, и за кого который крестьянин вышел.»
- «Обыскная книга разных городов»[3];
- «Обыскная книга Кирьяжского погоста» Фёдора Калитина от 1571 года, — официальный кадастровый документ, содержащий результаты обследования разорённых хозяйств карельской земли[4]. Эта обыскная книга, помимо собственно кадастровых данных, представляет интерес и потому, что приведенные в ней материалы заверены выборными властями и погостскими священниками, то есть, является источником сведений о карельских церквях и их настоятелях[5].
- Примером учёта пустых поместий являются обыскные книги 1585 года губных старост Водской пятины Корельской половины Третьяка Савина и Богдана Жолтухина в Спасском Городенском погосте, хранящиеся в архиве РГАДА[6].

Со второй половины XVIII века обыскные книги стали широко применяться в брачном делопроизводстве, как прошнурованные подшивки брачных обысков. Раздачу книг по приходским церквям для написания брачных обысков производило вышестоящее духовное руководство, в XIX—XX вв. — Духовные консистории, согласно п.108 Устава Духовных консисторий. При выдаче новых обыскных книг консистория, согласно тому же п.108, была обязана проверить правильность составления закончившейся книги. В архивах и прочих собраниях к нынешнему времени сохранилось немало брачных обыскных книг различных местностей за разные годы, например:
- Сборник метрических книг и брачных обысков 1788 года по Гдовскому уезду[8];
- То же за 1789 год[9];
- Обыскная книга церкви Рождества Иоанна Предтечи местечка Говезна (ныне агрогородок Вишневец Столбцовского района Минской области Республики Беларусь[10].

При Советской власти обыскные книги в массовом порядке перестали использовать, в связи с отделением церкви от государства, последующим закрытием многих храмов, и передачей декретом брачного делопроизводства с 18 декабря 1917 года в ЗАГСы. Однако ведение церковью книг при венчаниях имело место:
- Сохранился фрагмент обыскной книги за 1919 год Иоанно-Златоустовского храма села Новлянское[11]. Согласно ему с 28 апреля по 27 октября в храме обвенчано 8 пар;
- В Российском государственном историческом архиве хранятся книги брачных обысков Покровской церкви на Боровой улице в Санкт-Петербурге за 1892-1922 годы[12];
- 1 января 1928 года обыскная книга выдана причту храма св. Параскевы Пятницы в селе Чернавчицы[13].